# アンドレ・ルコント
アンドレ・ルコント（André Lecomte, 1932年 - 1999年）は、フランス出身のパティシエ。日本で初となるフランス菓子専門店を開店させた。今日の日本におけるスイーツブームの草分け的存在である。

## 経歴
パリの南、ロワールの地主の生まれ。13歳で菓子製造の世界に入り、14歳だった1945年にはモンタルジーのマルセル・ルナンのもとで見習いとして修業した。16歳のときパティシエとしての国家試験に合格。兵役後、パリの高級ホテル「ジョルジュ・サンク」（当時4つ星）に入社。20代前半でスーシェフ（副シェフ）になると、ホテルの常連客に呼ばれて、世界各地に足を運ぶ。
東京オリンピックを翌年に控えた1963年、ホテルオークラのシェフ・パティシエとして初めて日本を訪れた。本場の菓子製造技術を広めるために尽力し、本格的な砂糖菓子の彫刻を日本で最初に広めた。1968年12月17日、東京・六本木に「A.ルコント」をオープン。日本人に本場フランスの味を知ってもらおうと、フランスと同じ材料・同じレシピにこだわった。
“Tout a la Française”（万事、フランス流に…）が、彼の信念である。味へのこだわりは、皇室やフランス大使館をはじめ、各国大使館や政府官庁などにも支持された。併設されたサロン・ド・テには、一流芸能人や政財界人まで、時代を代表する顔ぶれが集まったという。
キッチンの拡大のため、1978年には本店を六本木から青山に移転（一時、キッチンを三田にも増設）。続いて、新宿伊勢丹店・日本橋店・銀座店（ともに三越）・丸の内店（現在は閉店）をオープンさせる。1994年、食事も楽しめる「ブラッスリールコント」を青山にオープン。2007年には 新宿髙島屋店・「ルコント」の故郷でもある六本木に東京ミッドタウン店を相次いでオープン（2007年当時、都内6店舗）。
アンドレ・ルコントはシェフとしても一流で、東京サミットの際は、フランス大統領主催晩餐会の料理も担当していた。フランス料理アカデミー日本支部の初代会長を務める。現在は、古くからの友人でもあるジョエル・ブリュアンが2代目を務めている。その他の親しい友人には、ポール・ボキューズやジョエル・ロブションなどの料理人、ピエール・エルメの師匠であるガストン・ルノートル（菓子職人）、日本のフランスパンの父であるフィリップ・ビゴ（パン職人）、前フランス大統領のジャック・シラクがいる。
オープン当時、フランスの材料を手に入れることが非常に困難だった。現場に立つだけでなく、菓子には欠かせない菓子材料を輸入する会社も設立した。

### 死後の影響力
1999年に68歳で亡くなり、店は妻とルコントの遺志を引き継ぐ職人達によって継がれた。
ルコントの遺志を引き継ぎ活躍する主なオーナーパティシエに、島田進（パティシエ・シマ）、大山栄蔵（マルメゾン）、東健司（キャトル）、豊田英男（ペルージュ）、魵澤信次（レ・アントルメ）、加登学（ロワゾー・ド・リヨン）（以上東京）、蛭町裕司（コム・アン・プロバンス）（神奈川・湘南台）、目黒英治（ガトーめぐろ）、池田一紀（カズノリ・イケダ）（以上宮城・仙台）、上田真嗣（ラトリエ・ドゥ・マッサ）（兵庫・神戸）、ステファン・セッコ（SECCO）（フランス・パリ）佐藤亮太郎（フランス・パリ）などがいる。
2005年3月より、日本に初めて本場のフランス菓子を紹介した彼の冠名をつけた世界に通用する洋菓子職人を発掘するコンクール「アンドレ・ルコント杯」が開催されている。
2010年9月26日に閉店し、42年の歴史に幕を下ろした。
「現存する最古のフランス菓子専門店」の存続を望む多くの声を受けて、3年後の2013年3月10日、アンドレ・ルコントの信念である“Tout a la francaise.（万事、フランス流に。）”を、しっかりと受け継ぎ「懐かしくてあたらしい」というコンセプトのもと、広尾に「ルコント広尾店」が再オープンした。六本木で3年間、そして青山に移転した「A.ルコント」で総製菓長としてルコントの片腕として活躍した島田進（パティシエ・シマ）が監修し、青山時代の「A．ルコント」でパティシエとして活躍してきたシェフ・パティシエがルコントの遺志を引き継ぎながら味を再現している。
2022年8月をもって全店舗を閉店した。8月21日に羽田空港店、30日に松屋銀座店、31日に日本橋三越店の営業を終了した。

## エピソード
- パリでのスーシェフ時代、ケネディ一家の為にジャマイカのリゾートホテルに滞在し、ジャクリーン夫人の好みのクレーム・カラメルを作ったこともある。
- イランのパーレビ国王にも可愛がられ、イラン王室に招聘された。同時に王室ホテル インターナショナル・イランのケーキ指導を拝命。
- オープン当時、菓子材料をフランスからまとめて仕入れていたため、リキュールやバターなどが1年分届き保管スペースが大変だという。
- バブル時代に銀行から「融資するから13億円のビルを買いませんか？」と本社ビル建設の話を持ちかけられて、「職人にビルはいらない」とあっさり断わった。
- ルコントは、食べ物のロスには厳しい人だったため、使える食材を捨てていないか、抜き打ちでゴミ箱チェックをしていたという。
- 料理の鉄人でお馴染みの石鍋裕（クィーン・アリス）が昔、自分のお店のデザートに出すため シャルロット・オ・ポワールをよく買いに来ていたと言われている。

## スペシャリテ
- スウリー - ルコントが「ジョルジュ・サンク」時代に考案したネズミの形をしたシュークリーム。「子供達も楽しくなるお菓子を」と言う思いから生まれた。
- ガトー・フランボワーズ - オープン当時から変わらぬお菓子。
- ポンポネット - しっとりとラム酒が香るレーズン入りの本格的ババ。
- フルーツケーキ - ルコントの教えを守りつつ作り続ける名物。彼が世界中から厳選した10種類のドライフルーツをたっぷりのラム酒に1ヶ月漬け込んだ物が使われている。

## 叙勲・受賞歴
- 1974年、1987年：Merite agricole （農事功労勲章）
- 1981年：National du Merite（フランス国家功労賞）
- 1991年：l'Ordre des la Legion d'honneur （レジオン・ドヌール勲章）
- 1993年： M.O.F.賞（フランス最優秀職人賞）

その他多数